# آیین عشای ربانی

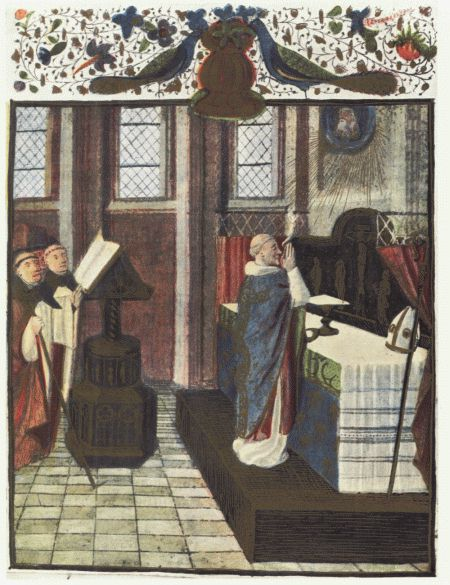
عشا- یک نقاشی از قرن پانزدهم

در کلیسای کاتولیک رومی، آیین عشای ربانی (به انگلیسی: Mass) نامی است که معمولاً مراسم مربوط به عشای ربانی با آن نامیده می‌شود. عشای ربانی یکی از هفت آیین مقدس مسیحیت معروف به هفت‌راز است. عشای ربانی مراسم خاص نیایش‌سرایی عشای ربانی است که در اشکال مختلف در مسیحیت غربی به چشم می‌خورد. واژه عشای ربانی مشترکاً در کلیسای کاتولیک
کلیسای انگلیکان و همچنین برخی از کلیساهای لوتریانیسم، متدیسم، ارتدکس غربی و کلیساهای کاتولیک قدیم استفاده می‌شود.
بعضی از پروتستانها از واژه‌هایی چون مراسم الهی یا مراسم پرستش (و اغلب فقط مراسم)، بیشتر از خود واژه عشای ربانی استفاده می‌کنند. در مسیحیت شرقی و کلیسای کاتولیک شرقی برای جشن سپاسگزاری واژه‌های دیگری همچون مناجات الهی استفاده می‌شود.

## کلیسای کاتولیک
کلیسای کاتولیک آیین عشا یا شکرگزاری را به عنوان «منبع و سرانجام زندگانی مسیحی می‌داند» که مراسم دیگر مذهبی به سمت آن می‌گروند. کلیسای کاتولیک معتقد است که عشای ربانی دقیقاً همان فداکاری است که عیسی مسیح بر روی صلیب در کالواری ارائه داد.
برگزار کننده مراسم مفروض است که مسیح وار عمل می‌کند. همان‌طور که کلمات و حرکات عیسی مسیح را در شام آخر تقلید می‌کند. با ایمان به وساطت روح القدس که گفته می‌شود در کلیسای رسول حضور دارد از میان کلمات که توسط برگزار کننده مطرح می‌شود که شبیه به کلمه خدا (خدای پسر) است این به نوعی در موارد زیر استحاله می‌شود:
- شراب در خون گرانبها
- نان مقدس در جسم مقدس عیسی مسیح.

از این رو کاتولیک رومی و ارتدکس معتقدند که تثلیث مقدس واقعاً میزبان است، و آیین مقدس را در مراسمی که قبلاً به آن التار می‌گفتند جشن می‌گیرد. آیین مقدس تجدید می‌شود در هر زمانی قربانی بی‌گناه عیسی مسیح را زنده می‌کند، زیرا او «همان مقدس خدا» است. و در نتیجه این تنها راه و در رستگاری برای گناهان انسانی است.

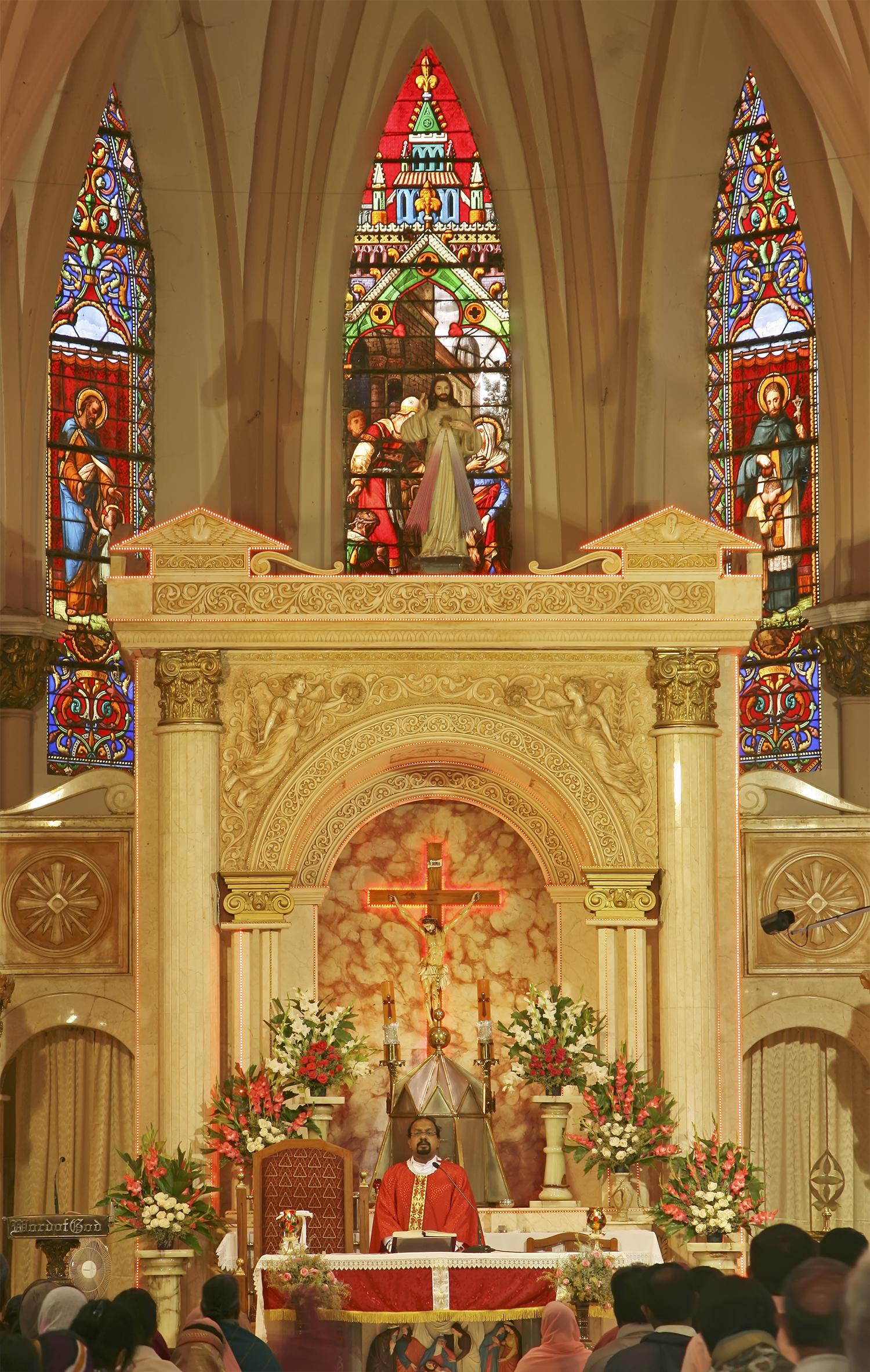
یک کشیش در حال اجرای مراسم عشای ربانی در کلیسای سنت مری در بنکلور

## نیایش کلیساهای ارتدوکس غربی
همان‌طور که اکثر مسیحیان ارتدکس از عهد بیزانس استفاده می‌کنند، اکثر کلیساهای ارتدکس در مراسم مذهبی خود را «نماز الهی» می‌نامند. کلیساهایی در کلیسای ارتدکس وجود دارند که از نسخهٔ ویرایش شده از مناجات لاتین استفاده می‌کنند. همان‌طور که اکثر مسیحیان ارتدوکس از عهد بیزانس استفاده می‌کنند.
این بخش‌ها برای بازنویسی دکترین و سنت‌های کلیسای ارتدکس تجدید نظر شده‌است؛ بنابراین، یک بند آن حذف شده‌است، مقدمه ای بر آن افزوده شده‌است و استفاده از نان خمیرمایه به دست آمده‌است.

## یادداشت
1. ↑  service